# Melrose (Massachusetts)
Melrose es una ciudad ubicada en el condado de Middlesex, Massachusetts, Estados Unidos. Según el censo de 2020, tiene una población de 29 817 habitantes.
Es un suburbio de Boston, localizado a unos 11 km al norte del centro de la ciudad.

## Geografía
La ciudad está ubicada en las coordenadas 42°27′21″N 71°3′33″O / 42.45583, -71.05917. Según la Oficina del Censo de los Estados Unidos, Melrose tiene una superficie total de 12,35 km², de la cual 12,13 km² corresponden a tierra firme y (1,78%) 0,22 km² es agua.

## Demografía
Según el censo de 2020, hay 29,817 personas residiendo en Melrose. La densidad de población es de 2458.12 hab./km². El 80,5% son blancos, el 3,2% son afroamericanos, el 0,1% son amerindios, el 7,4% son asiáticos, el 0,0003% son isleños del Pacífico, el 1,7% son de otras razas y el 6,9% son de dos o más razas. Del total de la población. el 4,5% son hispanos o latinos de cualquier raza.